# Sapindikarana
Sapindikarana ("uczynienie [zmarłego] sapindą")
– jedna z pięciu kategorii ofiar hinduistycznych za przodków śraddha (श्राद्ध) opisanych w dziele Jadźńjawalkjadharmaśastra.

## Termin
Sapindikarana odprawiona winna być rok po ceremonii pogrzebowej (czyli w warunkach hinduizmu najczęściej po kremacji). Akceptowane było jednak skrócenie tego okresu np. do sześciu tygodni. Wystarczającym powodem by tak postąpić były:
- ślub
- narodziny chłopca
- inna szczególna uroczystość rodzinna
- szczególnie szczęśliwy dzień

## Znaczenie
Celem przeprowadzenia tej śraddhy było zakończenie trwania duszy zmarłego w formie błąkającego się ducha typu preta i zmiany jego statusu na "ojca" (przodka) określanego terminem pitry.
Wtedy dopiero stawał się w pełni mieszkańcem mitycznego świata przodków pitryloki. Dzięki temu statusowi, wierzono, że dusza zmarłego, jako pełnoprawny przodek, może uczestniczyć w ważnych zdarzeniach rodzinnych, na czym zależało żyjącym.

## Przebieg rytuału
Śraddha sapindikarana była rytuałem indywidualnym. Syn lub w zastępstwie inny bliski krewny z linii męskiej, przygotowywał cztery naczynia, które następnie napełniał sezamem, substancjami zapachowymi i wodą. Ich liczba reprezentowała trzech poprzednich męskich przodków (już będących mieszkańcami pitryloki) i ostatnio zmarłego. Ofiarnik przelewał mieszaninę z czwartego naczynia dedykowanego ostatnio zmarłemu do trzech pozostałych. Równocześnie recytował modlitwę o wspólnocie.